# Craterostigma plantagineum
Espèce
Craterostigma plantagineum est une espèce de plantes à fleurs de la famille botanique des Linderniaceae. Elle est originaire d'Afrique et d'Asie

## Répartition
On trouve l'espèce en Afrique continentale, en Afrique australe (Angola, Afrique du Sud (KwaZulu-Natal, provinces du Nord), Namibie), en Afrique centrale (Botswana, Burkina, Burundi, Niger, Tchad, Zambie, Zaïre, Zimbabwe, en Afrique de l'Est (Érythrée, Éthiopie, Kenya, Rwanda, Somalie, Soudan, Tanzanie, Ouganda) et en Asie, dans la péninsule arabique (Arabie Saoudite, Yémen) et en Inde.

## Biologie
Elle présente la particularité de pouvoir survivre même après avoir été entièrement déshydratée,. Elle est appelée parfois « plante de la résurrection », et a été étudiée pour sa résistance remarquable à la dissécation.